# Zona de strike
Zona de strikeは、（スペイン語でストライクゾーンの意味）キューバのスポーツ総合サイト。サンティアゴ・デ・クーバ出身のサンチェスカリージョが（キューバ出身、1969年生まれ）主催。スペイン語圏のスポーツ情報をリードしている。会社はキューバのバヤモに存在。デスパイネ、グリエル、セペダら海外で活躍する野球選手の情報をスペイン語圏向けにたくさんのせており、キューバ人が海外で活躍するキューバ人選手の情報を得るときに貴重なサイトとなっている。